# Əbrəqunus
Əbrəqunus è un comune dell'Azerbaigian situato nel distretto di Culfa.